# انتگرال‌گیری جزء به جزء

انتگرال‌گیری جزء به جزء به روایت چند مثال با پویا نمایی توضیح داده شده‌است.

انتگرال‌گیری جزء به جزء در علم ریاضیات و به‌خصوص در محاسبه انتگرال کاربرد دارد. در این روش یک انتگرال که محاسبه آن غیرممکن یا پیچیده‌است با تغییر متغیر به انتگرالی هم ارز ولی قابل محاسبه تبدیل می‌شود.

## شرح روش
به صورت ساده اگر ‎u = f(x)‎ و ‎v = g(x) ‎ و همچنین دیفرانسیل آن‌ها به صورت du = f '(x) dx و dv = g'(x) dx باشد داریم:
{\displaystyle \int f(x)g'(x)\,dx=f(x)g(x)-\int f'(x)g(x)\,dx\!}
که به صورت ساده‌تر می‌توان نوشت:
{\displaystyle \int u\,dv=uv-\int v\,du\!}

## روش جدولی
با اینکه روش بازگشتی تعریف شده درست است، معمولاً به خاطر سپردن و کاربرد آن دشوار است. غالباً روشی بسیار آسان‌تر با عناوینی نظیر «روش جدولی»، «روش مشتق و انتگرال»، «روش جز به جز پی در پی یا مکرر»، «روش هویساید» یا «تیک تاک توی» به دانشجویان آموخته می‌شود. این روش وقتی یکی از توابع ‎u = f(x)‎ یا ‎v = g(x) ‎ چندجمله‌ای باشند، در بهترین شرایطش قرار می‌گیرد، چونکه پس از مشتق‌گیری‌های پی در پی تابع چندجمله‌ای صفر می‌شود. این روش برای آن دسته از توابع که خود را (پس از چند بار مشتق یا انتگرال‌گیری) تکرار می‌کنند نیز بسیار کاراست.
برای مثال انتگرال زیر را در نظر بگیرید:
{\displaystyle \int x^{3}\cos x\,dx.\!}
| انتگرالگیری پی در پی از v (ستون ب) | مشتقات پی در پی از u (ستون الف) |
| ---------------------------------- | ------------------------------- |
| {\displaystyle \cos x\,}           | {\displaystyle x^{3}\,}         |
| {\displaystyle \sin x\,}           | {\displaystyle 3x^{2}\,}        |
| {\displaystyle -\cos x\,}          | {\displaystyle 6x\,}            |
| {\displaystyle -\sin x\,}          | {\displaystyle 6\,}             |
| {\displaystyle \cos x\,}           | {\displaystyle 0\,}             |
حال به سادگی نخستین خانه ستون الف را در دومین خانه ستون ب، دومین خانه ستون الف را در سومین خانه ستون ب، و… ضرب کرده، و سپس علامت این جمله‌ها را با شروع از اولی مثبت، منفی، مثبت، منفی و همین‌طور یکی در میان قرار دهید. توجه شود که علامت جمله اول +، دوم - و… است.
در شکل زیر نحوه کار را می‌بینید:
نتیجه به شکل زیر خواهد بود:
{\displaystyle (+)(x^{3})(\sin x)-(3x^{2})(-\cos x)+(6x)(-\sin x)-(6)(\cos x)+C\,.}
{\displaystyle =x^{3}\sin x+3x^{2}\cos x-6x\sin x-6\cos x+C.\,}

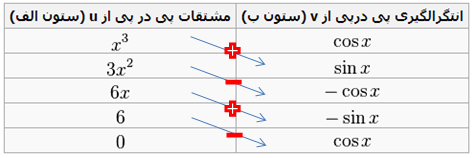
Signing method in Tabular integration by parts

با کمی دقت می‌توان روش فوق را برای توابعی که پس از چند بار مشتق یا انتگرال‌گیری خود را تکرار می‌کنند، گسترش داد. به مثال زیر دقت کنید:
{\displaystyle \int e^{x}\cos x\,dx.}
| انتگرالگیری پی در پی از v (ستون ب) | مشتقات پی در پی از u (ستون الف) |
| ---------------------------------- | ------------------------------- |
| {\displaystyle cosx\,}             | {\displaystyle e^{x}\,}         |
| {\displaystyle sinx\,}             | {\displaystyle e^{x}\,}         |
| {\displaystyle -cosx\,}            | {\displaystyle e^{x}\,}         |
به نحوه علامتگذاری در این مثال توجه کنید:

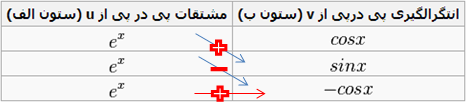
Extended Signing method in Tabular integration by parts

در این مثال در گام آخر لازم است که از جمله آخری (مضرب آخری) انتگرال بگیریم:
{\displaystyle \int e^{x}\cos x\,dx=e^{x}\sin x+e^{x}\cos x-\int e^{x}\cos x\,dx,}
با ساده‌سازی انتگرال‌های دو طرف داریم:
{\displaystyle 2\,\int e^{x}\cos x\,dx=e^{x}\sin x+e^{x}\cos x,}
در نتیجه حاصل به صورت زیر می‌شود:
{\displaystyle \int e^{x}\cos x\,dx={e^{x}(\sin x+\cos x) \over 2}+C.\!}